# Lange Gasse 32 (Quedlinburg)

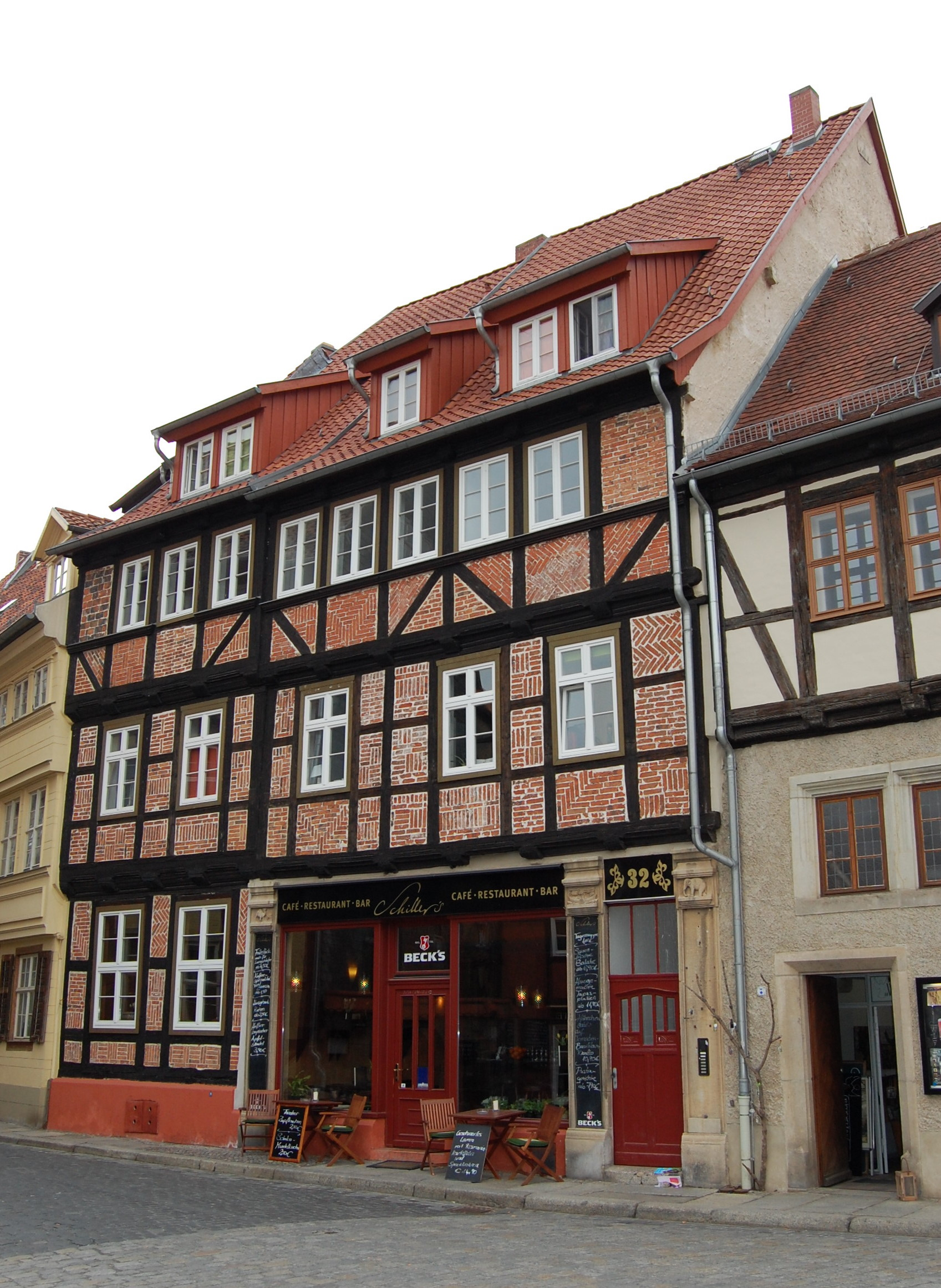
Haus Lange Gasse 32

Das Haus Lange Gasse 32 ist ein denkmalgeschütztes Gebäude in der Stadt Quedlinburg in Sachsen-Anhalt.

## Lage
Es befindet sich nördlich des Quedlinburger Schloßbergs im Bereich der Einmündung der Langen Gasse auf die Altetopf- bzw. Carl-Ritter-Straße und gehört zum UNESCO-Weltkulturerbe.

## Architektur und Geschichte
Das Fachwerkhaus entstand um 1680 und ist in seinem Kern barocken Ursprungs. Aus dieser Zeit geht insbesondere die Fensterreihung im Obergeschoss zurück. Die Fassade wurde 1821 umgestaltet. Es entstanden angeputzte Gurtprofile. Ein Ladengeschäft und neue Fenster wurden eingebaut. Um 1900 wurden die Pilasterkapitelle mit Tierreliefs am Laden geschaffen.